# BeautyNezz
BeautyNezz, pseudoniem van Joy Bosz (Apeldoorn, 17 oktober 2002), is een Nederlandse youtuber, die vooral vlogt over lifestyle, cosmetica en mode.

## Biografie
In 2014 begon ze een eigen kanaal op YouTube met de naam BeautyNezz. Op het kanaal begon ze video's te posten over haar leven, lifestyle, cosmetica en mode. De video's kwamen afwisselend uit Apeldoorn en Orlando, Florida, waar de tiener om en om woont. Om haar privacy te waarborgen eisten haar ouders dat zij haar achternaam geheimhield. In korte tijd kreeg het kanaal veel volgers en sommige video's werden meer dan 500 duizend keer bekeken. In april 2015 won ze de "YouTube Talent Award" en "Beste Vrouwelijke YouTuber" in 2016 bij de VEED Awards. Op 12 september was ze te gast in het programma Zapplive. Eind 2015 kreeg Joy de titel "jongere van het jaar" toegekend door jeugdkrant 7Days.
Op 5 juni 2016 postte ze een persoonlijk interview met voetbaltrainer Peter Bosz, die haar oom is. Het was het eerste interview met Bosz na zijn aanstelling bij AFC Ajax. Het interview werd breed opgepikt door de traditionele media en werd binnen een week meer dan 250 duizend keer bekeken. Diezelfde maand startte het programma Joy & Bart achter de schermen op Nickelodeon, waarin ze, samen met Bart Boonstra, backstagereportages maakte van concerten en televisieprogramma's. In november 2016 was ze gasthoofdredacteur van het weekblad Tina.
Op 7 februari 2017 kondigde Joy, samen met Luuk Ikink, bij RTL Boulevard een nieuwe VEED Award aan. Begin april was de eerste uitreiking van de VEED RTL Boulevard Award. De prijs gaat naar de bekende Nederlander die de leukste vlogs maakt op zijn of haar YouTube-kanaal.
In 2017 won Joy twee VEED Awards: net zoals in 2016 won zij de prijs voor Beste Vrouwelijke YouTuber, in 2017 won ze voor de eerste keer de prijs voor Beste Beauty Channel. In 2018 won ze wederom de VEED Award voor Beste Beauty YouTuber.
Joy is sinds 2017 jongerenambassadeur van het Ronald McDonald Huis in Utrecht. Ze is tevens een van de achttien youtubers die in samenwerking met het Commissariaat voor de Media richtlijnen heeft opgesteld voor reclame in YouTube-video's.
In 2022 werkte ze mee aan het programma au pairs, voor de VIPS editie op BNNVARA.